# Bacon sundae
Bacon sundae là một loại sundae được chế biến bằng các nguyên liệu đặc trưng của sundae và thịt lợn muối xông khói.

## Tại nhà hàng thức ăn nhanh
Bacon sundae là một sản phẩm do hãng Denny's ở Mỹ cung cấp vào năm 2011, hãng này đã tung ra món Bacon sundae bằng lá phong vào năm 2011, một phần trong thực đơn "Baconalia!: A Celebration of Bacon" trong thời gian giới hạn.
Bacon sundae cũng là một sản phẩm do Burger King ra mắt vào mùa hè năm 2012 tại Mỹ. Bacon sundae của Burger King được làm từ kem vani mềm và phủ bên trên là kẹo mềm nóng, caramel, vụn thịt xông khói và một miếng thịt xông khói. Món ăn này chứa 510 calo, 18 gam chất béo và 61 gam đường. Bacon sundae được giới thiệu lần đầu tiên ở Nashville, Tennessee và tung ra thị trường cùng với nhiều loại bánh mì BBQ, khoai lang chiên và nước vị chanh đông lạnh.